# Виче (озеро)
Виче — озеро на территории Костомукшского городского округа Республики Карелии.

## Общие сведения
Площадь озера — 1,1 км², площадь водосборного бассейна — 40 км². Располагается на высоте 235,7 метров над уровнем моря.
Форма озера продолговатая: оно вытянуто с севера на юг. Берега каменисто-песчаные, преимущественно возвышенные.
Через озеро протекает река Виче, впадающая в озеро Верхнюю Лабуку, из которого вытекает безымянная протока, впадающая в озеро Нижнюю Лабуку. Из последнего берёт начало река Пирта, втекающая в реку Вуокинйоки, которая, в свою очередь, впадает в реку Судно. Последняя впадает в озеро Верхнее Куйто.
По центру озера расположен один относительно крупный (по масштабам водоёма) остров без названия.
Озеро расположено в четырёх километрах от Российско-финляндской границы.
Код объекта в государственном водном реестре — 02020000811102000004128.